# ماجراهای مونیکا
ماجراهای مونیکا (به پرتغالی: Turma da Mônica Jovem؛ انگلیسی: Monica Adventures) یک کمیک برزیلی است که در اوت ۲۰۰۸ توسط مائوریسیو دسوزا ساخته شد. در این مجموعه، شخصیت‌های باند مونیکا در دوران نوجوانی حضور دارند.
در ژانویهٔ ۲۰۱۹، انتشار این مجموعه در ایالات متحده توسط ناشر پاپرکاتز آغاز شد.